# Astomella hispaniae
Astomella hispaniae är en tvåvingeart som beskrevs av Jean-Baptiste Lamarck 1816. Astomella hispaniae ingår i släktet Astomella och familjen kulflugor. Inga underarter finns listade i Catalogue of Life.